# Don McKellar
Pour les articles homonymes, voir McKellar.
Don McKellar est un acteur, réalisateur et scénariste canadien né le 17 août 1963 à Toronto (Canada).

## Filmographie

### Comme acteur
- 1989 : Roadkill de Bruce McDonald : Russel, le serial killer
- 1991 : Highway 61 : Pokey Jones
- 1991 : The Adjuster d'Atom Egoyan : Tyler
- 1992 : Giant Steps : Real Estate Hucker
- 1992 : Coleslaw Warehouse
- 1993 : Thirty Two Short Films About Glenn Gould : Concert promoter
- 1994 : Arrowhead : Ray Bud
- 1994 : Exotica de Atom Egoyan : Thomas Pinto
- 1994 : Camilla de Deepa Mehta: Garde de la sécurité
- 1995 : When Night Is Falling de Patricia Rozema: Timothy
- 1996 : Joe's So Mean to Josephine : Mike
- 1996 : Never Met Picasso : Jerry
- 1997 : In the Presence of Mine Enemies (TV) : Paul Heller
- 1997 : Bach Cello Suite #4: Sarabande : Max
- 1998 : Twitch City (série télévisée) : Curtis
- 1998 : Last Night : Patrick Wheeler
- 1998 : Le Violon rouge de François Girard: Evan Williams (Montréal)
- 1998 : Elimination Dance : Male Dance Partner
- 1999 : The Passion of Ayn Rand (téléfilm) de Christopher Menaul : Alfred
- 1999 : eXistenZ de David Cronenberg: Yevgeny Nourish
- 1999 : Sea People (TV) : Mr Whittaker
- 2000 : This Might Be Good
- 2000 : Waydowntown : Brad
- 2001 : The Art of Woo : Nathan
- 2001 : I Was a Rat (feuilleton TV) : Oliver Tapscrew
- 2002 : Trudeau (en) (feuilleton TV) : Greenbaum
- 2002 : Rub & Tug : Conrad
- 2003 : The Event : Matt
- 2003 : Odd Job Jack (série télévisée) : Jack Ryder (voix)
- 2003 : Slings and Arrows (série télévisée) : Darren Nichols
- 2003 : Public Domain : Host
- 2004 : Clean de Olivier Assayas : Vernon
- 2004 : Childstar : Rick Schiller
- 2008 : Blindness de Fernando Meirelles
- 2020 : Target Number One de Daniel Roby : Norm
- 2022 : Les Crimes du futur (Crimes of the Future) de David Cronenberg : Wippet

### Comme scénariste
- 1989 : Roadkill de Bruce McDonald
- 1991 : Highway 61
- 1992 : Blue
- 1993 : Thirty Two Short Films About Glenn Gould de François Girard
- 1995 : Dance Me Outside
- 1998 : Twitch City (série télévisée)
- 1998 : Last Night
- 1998 : Le Violon rouge
- 1998 : Elimination Dance
- 2000 : A Word From the Management
- 2004 : Childstar
- 2008 : Blindness de Fernando Meirelles
- prévu en 2025 : Aucun autre choix (어쩔수가없다) de Park Chan-wook

### Comme réalisateur
- 1992 : Blue
- 1992 : The Bloody Nose
- 1998 : Last Night
- 2000 : A Word From the Management
- 2004 : Childstar
- 2013 : La Grande Séduction à l'anglaise (The Grand Seduction)